# Mistrz i Małgorzata
Mistrz i Małgorzata (ros. Ма́стер и Маргари́та) – powieść Michaiła Bułhakowa. Wydana w wersji ocenzurowanej w latach 1966–1967, a w wersji prawie pełnej w roku 1973. Fabułę stanowią losy tytułowych bohaterów, mieszkających w Moskwie lat 30. XX wieku, a także wpleciona w narrację powieść historyczna (powieść szkatułkowa) o Poncjuszu Piłacie w wielowątkowym powiązaniu z wizytą Szatana w ateistycznym Związku Radzieckim. Uznawana za jedną z najlepszych powieści w historii literatury. Jest lekturą szkolną w szkołach średnich w Polsce, na poziomie rozszerzonym.

## Okoliczności powstania powieści
Pierwsza wersja powieści, zatytułowana Konsultant z kopytem, powstała w 1928 roku. Jej pierwszy rozdział Bułhakow wysłał do wydawnictwa Niedra, jednak bez większych nadziei na to, że cenzura pozwoli na publikację. Ostatecznie, niezadowolony z rezultatów swojej pracy, zniszczył tę wersję utworu i rozpoczął pisanie od początku. Szczególnie intensywnie pracował od jesieni 1932 roku, nieustannie poprawiając i zmieniając już napisane fragmenty – utwór miał w sumie 6 albo 8 redakcji (dopiero w szóstej wersji utworu pojawił się jego ostateczny tytuł). Pisarz dokonywał korekty i poprawiał powieść aż do swojej śmierci w 1940 roku, nie uzyskując do końca zadowalającej go wersji.

## Publikacja i odbiór powieści

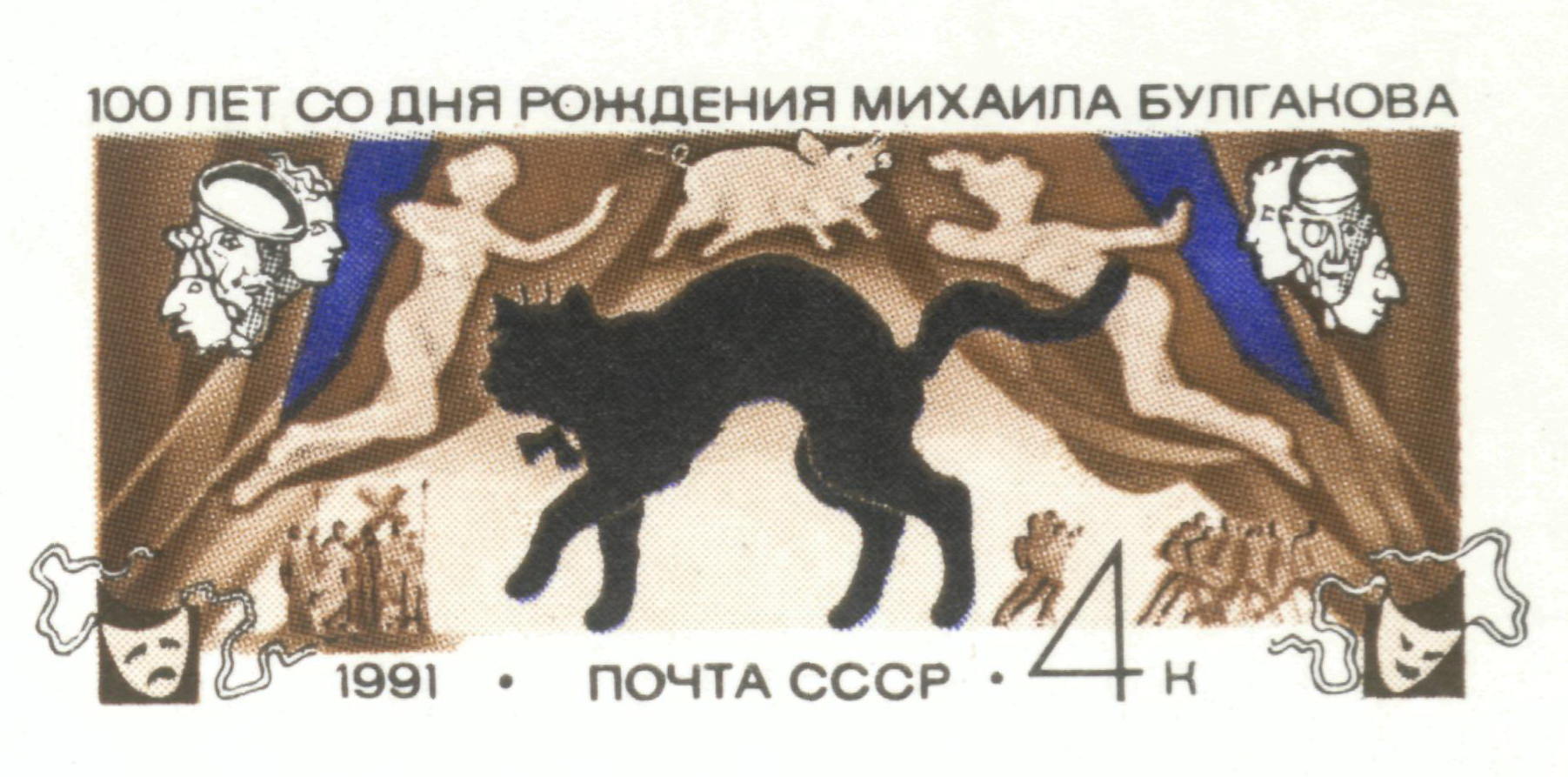
Znaczek radziecki z 1991, wydany z okazji 100-lecia urodzin Bułhakowa

Powieść została opublikowana (w wersji ocenzurowanej) po raz pierwszy w miesięczniku „Moskwa” (numery 11/1966 i 1/1967). Pierwsze polskie wydanie, w przekładzie Witolda Dąbrowskiego i Ireny Lewandowskiej, dokonane na podstawie ocenzurowanego wydania radzieckiego, ukazało się w 1969 roku; tego roku w RFN zostało opublikowane pełne wydanie oryginału, gdzie zaznaczono tekst wycięty przez cenzurę, uwzględniany potem w kolejnych polskich wydaniach. Drugie polskie tłumaczenie, autorstwa Andrzeja Drawicza, ukazało się w 1995.
Krytyk literacki, docent w Rosyjskim Państwowym Instytucie Sztuk Scenicznych, Nadieżda Dożdikowa zauważa, że przedstawiony w Mistrzu i Małgorzacie obraz Jeszui jako nieszkodliwego szaleńca ma swe źródła w literaturze ZSRR lat 20., która podążając za tradycją demitologizacji Jezusa, tworzoną w dziełach Straussa, Renana, Nietzschego, Bineta-Sanglégo, wysuwała na plan pierwszy dwa główne motywy: choroby psychicznej i oszustwa. Dopiero na przełomie lat dwudziestych i trzydziestych zwyciężyła w propagandzie ZSRR opcja mitologiczna, czyli negowanie istnienia Jezusa.
Prawosławny teolog Henryk Paprocki stwierdził, że kluczem do zrozumienia powieści jest fakt, że była ona zaadresowana do zlaicyzowanych Rosjan lat 30. Ponadto, wg Paprockiego, oba wątki książki, moskiewski i jerozolimski, ukazują to samo państwo totalitarne, funkcjonujące w oparciu o donosicieli, tajne służby i morderców. Z kolei Andriej Kurajew, teolog rosyjski, określił cały motyw dotyczący Jeszui jako bluźnierczy.
Książka znalazła się na liście 100 książek XX wieku według Le Monde.
W Moskwie dwa muzea upamiętniają Michaiła Bułhakowa oraz Mistrza i Małgorzatę. Oba mieszczą się w dawnym domu Bułhakowa przy ulicy Bolszaja Sadowaja nr 10. Od końca lat 80. XX wieku i upadku Związku Radzieckiego budynek stał się miejscem spotkań fanów Bułhakowa, a także moskiewskich grup satanistycznych.

## Konstrukcja
Powieść składa się z 32 rozdziałów. Rozdziały te skonstruowane są za pomocą różnych technik narracyjnych i połączone w sposób przypominający montaż filmowy. Fabuła opiera się na trzech głównych wątkach (pobyt szatana w Moskwie, miłość Mistrza i Małgorzaty, spotkanie Piłata z Jeszuą), wątki te przeplatają się ze sobą i łączą poprzez różnorakie zależności, tworząc nierozerwalną całość, przy czym wątek Poncjusza Piłata jest jednocześnie powieścią w powieści (powieścią szkatułkową). Powieść korzysta z różnych technik i wzorców literackich – odwołuje się do satyry, powieści kryminalnej, powieści przygodowej, baśni i przypowieści biblijnej. Wykorzystuje też tradycyjne motywy, m.in. czarodziejskiej przemiany, opowieści obłąkanego i kultu szatana.

## Streszczenie fabuły
Akcja powieści przebiega w dwóch płaszczyznach miejsca i czasu. Wątek tytułowy (miłość Małgorzaty Nikołajewny i Mistrza, autora powieści historycznej o Poncjuszu Piłacie) jest snuty i przeplatany z równoczesnym oraz równoważnym wątkiem wizyty Szatana i jego świty w Związku Radzieckim, a większość opisywanych zdarzeń ma miejsce w Moskwie lat 30. XX w. Wątek historyczny (losy Poncjusza Piłata, tytułowego bohatera powieści napisanej przez Mistrza, skupione wokół procesu i kaźni wędrownego proroka Jeszui Ha-Nocri) nawiązuje tematycznie do niektórych wątków biblijnych, ma formę apokryficznej powieści w powieści, osadzonej w Judei (głównie Jerozolima) czasu panowania cesarza Tyberiusza i przedstawianej fragmentarycznie przez różne źródła narracyjne (opowiadanie Szatana, sen Iwana Bezdomnego oraz lektura rękopisu przez Małgorzatę).

### Część moskiewska
Akcja powieści rozpoczyna się na Patriarszych Prudach. Dwóch pisarzy – Michaił Aleksandrowicz Berlioz (przewodniczący organizacji literackiej Massolit) i poeta Iwan Bezdomny – rozmawiają o religii i osobie Jezusa Chrystusa. Do rozmowy włącza się tajemniczy cudzoziemiec, podający się za specjalistę od czarnej magii. Nieznajomy jest przeciwny twierdzeniu obu rozmówców, że Bóg nie istnieje, a już szczególnie oponuje wobec twierdzenia, że nie ma diabła. Opowiada też historię niejakiego Jeszui (opowieść ta stanowi początek tzw. wątku jerozolimskiego). Następnie przepowiada, że jeszcze tego samego dnia Berlioz zginie poprzez dekapitację. Przewodniczący Massolitu opuszcza park, aby telefonicznie zadenuncjować podejrzanego cudzoziemca, jednak po drodze wpada pod tramwaj i, zgodnie z przepowiednią, umiera z odciętą głową. Jego towarzysz, Iwan Bezdomny, rozpoczyna pościg za przybyszem i jego świtą (osobą przedstawioną później jako Korowiew i kotem Behemotem). Po drodze, w wyniku rozmaitych zdarzeń, między innymi kąpieli w rzece, zostaje pozbawiony ubrania, przez co do siedziby Massolitu udaje się w samej bieliźnie. Tam, z powodu braku odzieży i agresywnego zachowania wobec gości, zostaje uznany za wariata i odesłany do szpitala psychiatrycznego.
Rankiem następnego dnia współlokator Berlioza, Stiepan Bogdanowicz Lichodiejew – dyrektor teatru Variétés – budzi się w swoim mieszkaniu nr 50 na ulicy Sadowej 302a i odkrywa, że przy jego łóżku siedzi nieznajomy, który przedstawia się jako Woland, profesor zajmujący się czarną magią. Bogdanowicz nie przypomina sobie, żeby poprzedniego dnia podpisał z tym człowiekiem kontrakt na występy w teatrze, jednak potwierdzają to zarówno jego podpis, jak i rozmowa telefoniczna ze współpracownikiem. Następnie w mieszkaniu zjawiają się również towarzysze Wolanda, którzy w tajemniczy sposób przenoszą Lichodiejewa do Jałty, pozbywając się go z mieszkania. Niedługo potem do tegoż mieszkania przybywa niejaki Nikanor Bosy, prezes komitetu blokowego domu przy Sadowej, który rozmawia z Korowiewem, podającym się za asystenta profesora Wolanda. Korowiew wręcza Bosemu łapówkę w zamian za zameldowanie Wolanda wraz ze świtą w mieszkaniu Lichodiejewa i Berlioza. Niedługo potem w mieszkaniu Bosego pojawia się milicja, która znajduje tam dolary zamiast radzieckich rubli wręczonych w postaci łapówki. Ponieważ Bosy podczas aresztowania zachowuje się dziwnie, trafia do szpitala psychiatrycznego.
Wieczorem w teatrze Variétés odbywa się pokaz czarnej magii. Korowiew (pod pseudonimem Fagot) obsypuje publiczność deszczem dziesięciorublowych banknotów, a obecnym damom ofiaruje paryskie kreacje i obuwie. Kot Behemot występujący na scenie pozbawia głowy konferansjera. Wkrótce umieszcza ją z powrotem, ale konferansjer jest tak zszokowany, że musi zostać umieszczony w szpitalu psychiatrycznym. Następnego dnia banknoty zebrane przez publiczność spektaklu zamieniają się w różne przedmioty, a ubrania otrzymane przez obecne na przedstawieniu damy wkrótce znikają, wskutek czego zostają one obnażone. Natomiast dyrektor finansowy teatru spotyka się z administratorem Variétés i, zorientowawszy się, że ma do czynienia z siłą nieczystą, ucieka do Leningradu.
W szpitalu psychiatrycznym Bezdomny poznaje pisarza, przedstawiającego się jako Mistrz, i wysłuchuje jego historii. Mistrz był autorem powieści o Poncjuszu Piłacie i Jeszui. Był z wzajemnością zakochany w niejakiej Małgorzacie, jednak niemożność opublikowania swojej powieści i kłopoty z tego wynikające przywiodły go do szaleństwa, opuścił więc ukochaną, aby nie narażać jej na uczestnictwo w jego upadku, i sam udał się do szpitala psychiatrycznego.
Tymczasem ukochana Mistrza wciąż za nim tęskni. W parku spotyka innego z towarzyszy Wolanda – Asasella – który ofiarowuje jej tajemniczą maść i skłania do nocnego spotkania z zagadkowym cudzoziemcem. Małgorzata opiera się, ale do zgody skłania ją obietnica spotkania z Mistrzem. Po natarciu się maścią Małgorzata zmienia się w czarownicę, leci nad miastem na miotle i niszczy mieszkanie Łatuńskiego, krytyka literackiego, który w największym stopniu odpowiadał za związane z publikacją powieści kłopoty jej ukochanego. Ostatecznie Małgorzata dociera do mieszkania na Sadowej, gdzie u boku Wolanda pełni rolę gospodyni balu u szatana, nazywanego Balem Wiosennej Pełni lub Balem Stu Królów. W nagrodę po balu w mieszkaniu pojawia się Mistrz. Magicznym sposobem Woland odzyskuje też rękopis powieści o Piłacie, mimo że został on wcześniej spalony przez autora. Małgorzata i Mistrz, którzy zapewne nie mogliby odnaleźć się w rzeczywistości, zostają otruci przez Asasella. Chociaż ich cielesne odpowiedniki umierają (Małgorzata w swoim mieszkaniu, Mistrz w swoim pokoju w szpitalu), oni sami zmartwychwstają. Na czarnych koniach galopują z Wolandem i jego świtą do innego świata, w którym mają na nich czekać wieczny spokój i wieczny dom.

### Część jerozolimska
W wydarzenia moskiewskie wpleciona jest opowieść o biblijnej Jerozolimie. Tam namiestnik Judei, Poncjusz Piłat, ma osądzić oskarżonego o podburzanie ludu Jeszuę. Kapłani żydowscy domagają się wyroku śmierci dla uwięzionego jako dla bluźniercy. Z początku Piłat, po rozmowie z Jeszuą i wysłuchaniu jego nauk o utopii ewangelicznego, pacyfistycznego życia, chce go tylko uwięzić u siebie. Gdy jednak okazuje się, że Jeszua jest też oskarżony o wypowiedzi przeciwko cesarzowi, skazuje go na śmierć. Jednocześnie ma nadzieję, że Jeszua zostanie ułaskawiony zgodnie z obyczajem święta Paschy. Arcykapłan Kajfasz decyduje się jednak na ułaskawienie innego przestępcy i podtrzymuje wyrok śmierci dla Jeszui oraz dwóch innych aresztowanych – Dismasa i Gestasa. Powodem tego są obawy arcykapłana o nauki Jeszui, które mogą doprowadzić do zamieszek. Jeszua prowadzony jest na Golgotę, gdzie ma być ukrzyżowany. W ukryciu towarzyszy mu jego uczeń, Mateusz Lewita, który podejmuje nieudane próby zabicia mistrza, aby oszczędzić mu cierpień na krzyżu. Nie udaje mu się to, jednak Jeszua zostaje wybawiony od męki, dzięki zadanemu mu przez żołnierza rzymskiego ciosowi włócznią w serce. Rozpoczyna się gwałtowna burza. Mateusz potajemnie zdejmuje ciało Jeszui z krzyża. Tymczasem Piłat ma wyrzuty sumienia z powodu śmierci Jeszui. W zawoalowanej rozmowie zleca Afraniuszowi, szefowi tajnej służby, zamordowanie Judy z Kiriatu, który doprowadził do aresztowania Jeszui.

## Postacie
Imiona, nazwiska i pseudonimy postaci podano za pierwszym tłumaczeniem polskim I. Lewandowskiej i W. Dąbrowskiego.

### Postacie pierwszoplanowe
- Woland – szatan przybyły do Moskwy, aby wydać Wiosenny bal pełni księżyca (zwany też Balem Stu Królów) w dniu 14 nisan, który w kalendarzu żydowskim jest dniem poprzedzającym święto Paschy (w kalendarzu świąt chrześcijańskich jest to zatem Wielki Piątek). Imię zaczerpnięto z Fausta Goethego (słowo vôlant w języku średniowysokoniemieckim oznaczało diabła). Moskwianom Woland przedstawia się jako profesor czarnej magii oraz jako specjalista od odczytywania rękopisów Gerberta z Aurillac z X wieku.
- Behemot – demon paź, który przybiera postać czarnego kota lub człowieka o „kociej” twarzy. Jako kot wprawia w zdumienie przeciętnych mieszkańców Moskwy swymi niecodziennymi sztuczkami, m.in. kupuje bilet i przemawia do motorniczego tramwaju, pije wódkę i zagryza marynowanymi grzybkami, gra w szachy oraz pozbawia głowy Bengalskiego, który jest konferansjerem w teatrze Variétés, by potem znów ją przymocować bez najmniejszego problemu i śladów.
- Korowiew/Fagot – członek świty Wolanda, prawdopodobnie średniowieczny rycerz, który zażartował kiedyś niefortunnie z sił światła i ciemności. Przybiera postać wysokiego, chudego osobnika o podejrzanej twarzy, ubranego w kraciastą marynarkę. Służąc Wolandowi, wypełnia pokutę. Podaje się za byłego regenta chóru cerkiewnego bądź tłumacza.
- Asasello – demon bezwodnych pustyń, wyborny morderca. W Moskwie przybiera postać osiłka, którego cechami charakterystycznymi są rude włosy, bielmo na oku i wystający kieł.
- Hella – ruda i zielonooka wiedźma z blizną na szyi (wampirzyca), członkini świty Wolanda.
- Mistrz – tytułowy bohater powieści, historyk, pisarz i tłumacz znający pięć języków, pacjent szpitala psychiatrycznego. Autor powieści o Poncjuszu Piłacie. Karierę zawodową rozpoczynał w jednym z moskiewskich muzeów; był też w tym czasie żonaty z Warią (po polsku: Basią), koleżanką z pracy (której imienia nawet niezbyt pamięta). Po niedopuszczeniu do publikacji powieści o Poncjuszu Piłacie i nagonce, Mistrz zupełnie stracił chęć do życia i sam udał się do kliniki prof. Strawińskiego, gdzie wyrzekł się swego nazwiska. Dla ludzi umiera bezimiennie jako „pacjent pokoju nr 118”, jednak oznacza to połączenie z jego ukochaną Małgorzatą.
- Małgorzata Nikołajewna – trzydziestoletnia bezdzietna żona wybitnego specjalisty, ukochana Mistrza, zakochana w nim do szaleństwa. Pragnie za wszelką cenę wydobyć Mistrza z kliniki psychiatrycznej i w tym celu zostaje gospodynią balu u szatana. Postać wzorowana jest na ostatniej żonie autora powieści.
- Iwan Bezdomny (właśc. Iwan Nikołajewicz Ponyriow) – poeta, świadek śmierci Berlioza. Zgodnie z przepowiednią Wolanda trafia z podejrzeniem schizofrenii do kliniki psychiatrycznej, gdzie spotyka Mistrza. Potem profesor Instytutu Historii Filozofii. Wzorowany na postaci poety Aleksandra Bezymienskiego (ros. Безыменский – Bezimienny). Jego pseudonim odnosi się do innego znanego poety proletariackiego, Diemjana Biednego (1883–1945).

### Postacie drugoplanowe
- Michaił Aleksandrowicz Berlioz – pisarz, sekretarz generalny Massolitu, redaktor miesięcznika literackiego. Ginie pod kołami tramwaju, zgodnie z przepowiednią Wolanda, wedle której miała uciąć mu głowę kobieta, Rosjanka i komsomołka (tramwaj prowadziła kobieta). Postać Berlioza przypomina fizycznie poetę Diemjana Biednego, innym pierwowzorem Berlioza mógł być sekretarz generalny RAPP-u Leopold Leonidowicz Awierbach (1903–1939)[11].
- Natasza Prokofiewna – pokojówka Małgorzaty, która dzięki jej wstawiennictwu została wiedźmą.
- Nikanor Iwanowicz Bosy – prezes spółdzielni mieszkaniowej, aresztowany na podstawie donosu Korowiewa za nielegalne posiadanie waluty. Po aresztowaniu, nękany przez Korowiewa, trafia do kliniki prof. Strawińskiego, gdzie śnią mu się przygody rozmaitych „dewizników”, związane z nielegalnym przechowywaniem przez nich waluty[a]. Po wyjściu z kliniki niedawny łowca darmowych wejściówek na przedstawienia kompletnie znienawidził teatr.
- Stiepan (Stiopa) Bogdanowicz Lichodiejew – dyrektor artystyczny teatru Variétés, przeniesiony przez Wolanda do Jałty. Pierwowzorem postaci był znajomy Bułhakowa z Władykaukazu, Garasia Piedułajew[12].
- Andrzej Fokicz Sokow – bufetowy teatru Variétés, któremu Korowiew przepowiedział przyczynę zgonu (rak wątroby).
- Iwan Sawieliewicz Warionucha – administrator teatru Variétés. Zamieniony w wampira za kłamstwa przez telefon, a następnie zwolniony ze służby Wolandowi, powrócił do dawnej pracy, stając się wzorem prawdomówności, o którą wcześniej trudno go było podejrzewać.
- Grigorij Daniłowicz Rimski – dyrektor finansowy Variétés, po nieudanym zamachu dokonanym przez Warionuchę i Hellę uciekł do Leningradu. Następnie przywieziony przez służby do Moskwy i przesłuchany, ostatecznie objął posadę dyrektora teatru lalek na Zamoskworieczu.
- Aryman – krytyk literacki, krytykujący Mistrza na łamach oficjalnej prasy za treści religijne zawarte w jego powieści. Przyczynił się do załamania psychicznego głównego bohatera.
- O. Łatuński – krytyk literacki, autor artykułu na łamach oficjalnej prasy pt. Starowier wojujący, atakujący Mistrza po napisaniu powieści o Piłacie. Jeden ze sprawców choroby psychicznej pisarza. To na nim zemściła się Małgorzata po przemianie w wiedźmę, demolując kompletnie jego mieszkanie w „Dramlicie”. Jest to przypuszczalnie literacki portret przewodniczącego Głównego Komitetu Repertuarowego w latach 1930–1937, Osafa Litowskiego(inne języki)[13].
- Mścisław Laurowicz – literat, domagający się rozprawy z „piłatyzmem” po przeczytaniu powieści Mistrza. Pierwowzorem tej postaci był Wsiewołod Wiszniewski (1900–1951)[13].
- Aleksander Riuchin – poeta, członek Massolitu. Odwiózł Bezdomnego do kliniki Strawińskiego po jego aresztowaniu w „Gribojedowie”. Skutkiem tej wizyty była utrata wiary we własny talent. W osobie Riuchina Bułhakow sportretował Włodzimierza Majakowskiego[14].
- Alojzy Mogarycz – dziennikarz, który po pozyskaniu zaufania Mistrza i zaznajomieniu się z oryginałem jego powieści napisał donos, czym doprowadził do usunięcia go z mieszkania na Arbacie, które sam zajął. Wysłany przez ekipę Wolanda w samej bieliźnie w okolice Wiatki, powrócił do Moskwy w kupionych od konduktora poplamionych spodniach, a po kilku miesiącach stał się następcą Rimskiego w teatrze Variétés. Postać wzorowana na znajomym Bułhakowa, dramaturgu Siergieju Jermolinskim[15].
- Arkadiusz Apołłonowicz Siemplejarow – przewodniczący Komisji Akustycznej teatrów moskiewskich, zdemaskowany przez Korowiewa i Behemota podczas pokazu w Variétés jako niewierny mąż. Przesłuchiwany po seansie czarnej magii, a następnie przeniesiony na stanowisko kierownika punktu skupu runa leśnego w Briańsku. Bułhakow utworzył imię i nazwisko bohatera na wzór personaliów swojego znajomego – Aleksandra Afansiejewicza Spiendiarowa (1871–1928). Postać ma cechy gruzińskiego przewodniczącego Komisji Rządowej Teatru Wielkiego i przewodniczącego MChAT-u – Awla Jenukidze, który z powodu słabości do aktorek z podlegających mu instytucji został usunięty ze stanowiska[16].
- Żorż Bengalski – konferansjer teatru Variétés , który na krótko utracił głowę, urwaną przez Behemota za plecenie nonsensów podczas występów Wolanda. W efekcie stał się pacjentem kliniki Strawińskiego, potem rzucił pracę i żył ze „skromnych” oszczędności.
- Aleksander Nikołajewicz Strawiński – szef kliniki psychiatrycznej, do której trafiło kilku bohaterów powieści (Mistrz, Bezdomny, Bosy, Bengalski). Klinika słynęła ze znakomitej kadry i luksusowego wyposażenia. Bułhakow mógł wzorować tę postać na osobie profesora Grigorija Rossolimo lub swojego nauczyciela neurologii z Kijowa, Michaiła Łapinskiego[17]. Literackim pierwowzorem mógł być psychiatra Rawino z opowiadania Bielajewa „Głowa profesora Dowela”[18].
- Archibald Archibaldowicz – szef restauracji w Domu Gribojedowa. Zabójczo przystojny, porównywany do pirata z Mórz Karaibskich, doprowadził do aresztowania poety Bezdomnego w czasie jego wizyty w lokalu, zdemaskował Korowiewa i Behemota, co zaowocowało strzelaniną i pożarem, który w całości strawił „Gribojedowa”. Pierwowzorem postaci był dyrektor restauracji w Domu Hercena, Jakow Daniłowicz Rozental(inne języki) (1893–1966), o przydomku „Broda”[19].
- Sofia Pawłowna Łapszennikowa – sekretarz redakcji Massolitu, zezowata od ciągłego kłamania. To ona wpuściła Behemota i Korowiewa na teren restauracji, gdzie wkrótce doszło do konfrontacji z Archibaldem i pożaru budynku.
- Annuszka (zwana „Cholerą”) – kobieta, która rozbiła butelkę oleju na turnikiecie, co doprowadziło do śmierci Berlioza, gdyż ten, poślizgnąwszy się, wpadł pod tramwaj. W ten sposób spełniła się przepowiednia Wolanda. Po balu u szatana usiłowała ukraść złotą podkowę wysadzaną diamentami, upuszczoną przez Małgorzatę, ale odzyskał ją Asasello.
- baron Meigel – współpracownik tajnej policji OGPU, inwigilujący zagranicznych turystów (za takich uchodziła grupa Wolanda). Zaproszony na bal, stracił na nim życie po strzale Asasella, równo o północy. Jego krwią szatan spełnił toast, pijąc płyn z czaszki Berlioza, ukradzionej przed pogrzebem literata z „Gribojedowa”, gdzie wystawiono zwłoki. Jego pierwowzorem mogli być krytycy Borys S. Szteiner(inne języki) lub Michaił G. Meisel(inne języki) (obaj rozstrzelani w 1937).
- Abbadona – demon-niszczyciel ze świty Wolanda.

#### Postacie z powieści Mistrza
- Jeszua Ha-Nocri – postać wzorowana na Jezusie, pochodzi z miasta Gamali, nie pamięta swoich rodziców („Powiadają, że ojciec był Syryjczykiem”). Imię nawiązuje do nazarejczyków.
- Poncjusz Piłat – rzymski prokurator Judei, ekwita (eques Romanus), wokół niego skupia się powieść Mistrza.
- Mateusz Lewita – jedyny uczeń Jeszui, były poborca podatków, który rzucił pieniądze na drogę, by pójść za Jeszuą (informacja o tym wywołała zgorszenie Piłata).
- Juda z Kiriatu – zdrajca Jeszui, zabity przez ludzi Afraniusza na aluzyjny rozkaz Piłata, przekazany jako polecenie uchronienia Judy przed pewną zemstą zwolenników Jeszui (część druga, rozdział 25 „Jak prokurator usiłował ocalić Judę z Kiriatu”).
- Centurion Marek Szczurza Śmierć – legionista rzymski, potężnej budowy mężczyzna z nosem roztrzaskanym germańską maczugą.
- Afraniusz – szef tajnych służb prokuratora Judei, który nadzorował wydany przez Piłata rozkaz ukarania Judy z Kiriatu.
- Nisa – ukochana Judy, współpracowniczka Afraniusza.
- Kajfasz – członek Sanhedrynu, który potwierdził, że wolą tej instytucji jest skazanie na śmierć Jeszua Ha-Nocri, a zachowanie przy życiu Bar-Rabbana.

## Polskie przekłady
- Mistrz i Małgorzata, przeł. Irena Lewandowska i Witold Dąbrowski. Przekład po raz pierwszy wydany w Spółdzielni Wydawniczej „Czytelnik” w 1969 roku; wielokrotnie wznawiany. W 1990 roku nakładem Zakładu Narodowego im. Ossolińskich ukazało się wydanie 8, ze wstępem Andrzeja Drawicza oraz przypisami Grzegorza Przebindy.

Lista wydań:
- wyd. 1: 1969, Czytelnik
- wyd. 2: 1970, Czytelnik
- wyd. 3: 1973, Czytelnik
- wyd. 4: 1980, Czytelnik
- wyd. 5: 1983, Czytelnik
- wyd. 6: 1987, Czytelnik
- wyd. 7: 1988, Czytelnik
- wyd. 8: 1990, Zakład Narodowy im. Ossolińskich, ISBN 83-04-03111-6, ISBN 83-04-03112-4, ISBN 83-04-03112-4, OCLC 830077878
- wyd. 9: 1992, Czytelnik, ISBN 83-07-02244-4, OCLC 749312474
- wyd. 10: 1993, Czytelnik, ISBN 83-07-02342-4, OCLC 189791445
- wyd. 11: 1994, Czytelnik, ISBN 83-07-02342-4, ISBN 83-7079-263-4, OCLC 833998871
- wyd. 12: 1995, Czytelnik, ISBN 83-07-02467-6, OCLC 233479914
- wyd. 13: 1996, Czytelnik, ISBN 83-07-02506-0, OCLC 750936353
- wyd. 14: 1997, Czytelnik, ISBN 83-07-02544-3, OCLC 830257173
- wyd. 15: 1997, Czytelnik, ISBN 83-07-02589-3, OCLC 749597191
- wyd. 1 w tej edycji: 1997, Czytelnik, ISBN 83-07-02604-0, OCLC 835045793
- 1998, Prószyński i S-ka, ISBN 83-7180-811-9, OCLC 749853176
- 1999, Prószyński i S-ka, ISBN 83-7255-389-0, OCLC 69300135
- 2000, Prószyński i S-ka, ISBN 83-7255-786-1, OCLC 189422129
- 2001, Muza, ISBN 83-7200-450-1
- 2001, De Agostini/Altaya, ISBN 83-7316-151-1, ISBN 83-7316-150-3, OCLC 830371664
- 2002, Muza, ISBN 83-7319-274-3, ISBN 83-7319-250-6
- 2003, Muza, ISBN 83-7200-587-7
- 2004, Muza, ISBN 83-7319-574-2, OCLC 830623722 (zaznaczono ingerencje sowieckiej cenzury)
- 2005, Muza, ISBN 83-7319-685-4
- 2005, Muza, ISBN 83-7319-627-7 (zaznaczono ingerencje sowieckiej cenzury)
- 2006, Muza, ISBN 83-7319-906-3 (zaznaczono ingerencje sowieckiej cenzury)

- Mistrz i Małgorzata, przeł. Andrzej Drawicz. Przekład po raz pierwszy wydany w 1995 roku przez Wydawnictwo Dolnośląskie; wielokrotnie wznawiany.

Lista wydań:
- wyd. 1: 1994, Wydawnictwo Dolnośląskie, ISBN 83-7079-260-X, ISBN 83-7079-263-4, OCLC 316529508
- wyd. 2: 1997–1999, Wydawnictwo Dolnośląskie, ISBN 83-7023-481-X, OCLC 864218291
- 1999, Porozumienie Wydawców/Wydawnictwo Dolnośląskie, ISBN 83-7023-750-9, OCLC 749240154
- 1999, Świat Książki, ISBN 83-7129-781-5, OCLC 749824228
- 2003, Świat Książki, ISBN 83-7311-597-8
- wyd. 6: 2021, Dom Wydawniczy Rebis, ISBN 978-83-8062-451-1, ISBN 978-83-7510-855-2
- wyd. 7: 2021, Dom Wydawniczy Rebis, ISBN 978-83-8062-452-8

- Mistrz i Małgorzata, przeł. Leokadia Anna Przebinda, Grzegorz Przebinda, Igor Przebinda, Znak, 2016. ISBN 978-83-240-4365-1
- Mistrz i Małgorzata. Czarny Mag (zawiera fragmenty wczesnych wersji powieści 1928–1933), przeł. Krzysztof Tur, Fundacja Sąsiedzi, 2016. ISBN 978-83-64505-26-3[b]
- Mistrz i Małgorzata, przeł. Jan Cichocki, Bellona, 2017. ISBN 978-83-11-15037-9[c]
- Mistrz i Małgorzata, przeł. Barbara Dohnalik, Vis-à-vis Etiuda, 2018. ISBN 978-83-7998-197-7

## Adaptacje i nawiązania

### Filmy fabularne, seriale telewizyjne i spektakle telewizyjne
- W 1971 Andrzej Wajda na podstawie wątku jerozolimskiego powieści nakręcił film fabularny Piłat i inni (Pilatus und andere)[23] produkcji RFN.
- W 1972 Aleksandar Petrović na podstawie powieści nakręcił film fabularny produkcji jugosłowiańsko-włoskiej Maestro e Margherita.
- W 1988 Telewizja Polska wyprodukowała czteroodcinkowy spektakl Teatru Telewizji z Anną Dymną, wyreżyserowany przez Macieja Wojtyszkę i Marię Kuzemko na podstawie powieści Michaiła Bułhakowa.
- W 1994 powstał film Jurija Kary(inne języki) Mistrz i Małgorzata będący wówczas najdroższą postradziecką produkcją rosyjskiego kina (z budżetem ok. 15 mln USD). Jego oficjalna premiera miała jednak miejsce dopiero 7 kwietnia 2011 ze względu na nieporozumienia pomiędzy producentami filmu i spadkobiercami Bułhakowa[24].
- W 2005 nakręcono miniserial produkcji rosyjskiej pt. Mistrz i Małgorzata.
- W 2024 powstał film w reżyserii Michael Lockshina. Jego oficjalna premiera miała miejsce w styczniu 2024, w USA 8 marca. Film otrzymał w większości pozytywne recenzje i szybko stał się najbardziej dochodowym filmem z kategorią 18+ w historii Rosji oraz zajął 7. miejsce na liście wszech czasów pod względem przychodów z biletów, osiągając ponad 2,5 miliarda rubli[25][26][27].

### Polskie przedstawienia teatralne
- W 1980 Andrzej Maria Marczewski zrealizował w swojej adaptacji polską prapremierę teatralną w Teatrze Dramatycznym w Wałbrzychu
- 12 marca 1987 roku w Teatrze Współczesnym w Warszawie miała miejsce premiera przedstawienia „Mistrz i Małgorzata” w adaptacji i reżyserii Macieja Englerta na podstawie tekstu w przekładzie Ireny Lewandowskiej oraz Witolda Dąbrowskiego
- W 2009 w Teatrze Polskim w Poznaniu zaprezentowano spektakl Mistrz i Małgorzata w reż. Grigorija Lifanowa.
- W 2010 Andrzej Maria Marczewski zrealizował w Teatrze Nowym im. K. Dejmka w Łodzi swoją najnowszą adaptację z wątkiem Bułhakowa i Heleny Siergiejewny w 70. rocznicę śmierci Michaiła Bułhakowa i w 40. rocznicę śmierci jego żony.
- 15 stycznia 2011 w Teatrze Polskim w Bielsku-Białej odbyła się premiera sztuki „Mistrz i Małgorzata Story” w reż. Roberta Talarczyka. Spektakl powstał na motywach powieści Bułhakowa.
- 27 marca 2012 w Teatrze Rampa w Warszawie odbyła się premiera sztuki „Mistrz i Małgorzata” powstałej na motywach powieści.
- 28 września 2013 w Teatrze Muzycznym Capitol we Wrocławiu miała miejsce premiera musicalu „Mistrz i Małgorzata”, w reżyserii Wojciecha Kościelniaka.
- 27 czerwca 2014 w Teatrze im. Juliusza Osterwy w Lublinie odbyła się premiera sztuki „Mistrz i Małgorzata” w adaptacji i reżyserii Artura Tyszkiewicza.
- 15 marca 2017 w Teatrze Ochoty w Warszawie miała miejsce premiera realizowanego przez młodzież spektaklu M, w reżyserii Jakuba Pruskiego[28].
- 11 września 2021 w Teatrze Muzycznym w Gdyni odbyła się premiera musicalu „Mistrz i Małgorzata” w reżyserii Janusza Józefowicza[29][30].

### Samodzielne utwory literackie
- Witalij Ruczinski napisał powieść pt. Powrót Wolanda albo nowa diaboliada, opowiadającą o przygodach świty Wolanda w okresie pieriestrojki.

### Audiobooki i słuchowiska
- W 2007 roku wersja audio w interpretacji Henryka Boukołowskiego (przekład Ireny Lewandowskiej i Witolda Dąbrowskiego) opublikowana została jako dodatek (CD z plikami w formacie MP3, wyd. Propaganda) do „Gazety Wyborczej”, jako druga część serii „Lektury obowiązkowe Gazety Wyborczej”, OCLC 189775971[31][32].
- W 2015 wersja z 1969, uzupełniona o fragmenty skreślone wówczas przez cenzurę, została przedstawiona na antenie Drugiego Programu Polskiego Radia w interpretacji Marka Kondrata[33].

### Utwory muzyczne
- utwór Sympathy for the Devil brytyjskiego zespołu The Rolling Stones z roku 1968 został zainspirowany powieścią Bułhakowa.
- utwór Pilate amerykańskiego zespołu Pearl Jam z płyty Yield z roku 1998 nawiązuje do  jedynego towarzysza Piłata, psa o imieniu Banga[34].